# Oscar Pedraza
Oscar Orlando Pedraza (San Miguel de Tucumán, Tucumán) es un exfutbolista argentino que se desempeñaba como volante.

## Trayectoria

### Atlético Tucumán
Pedraza se formó y debutó en Atlético Tucumán en 1980, en el contexto de la renovación del equipo, después de la histórica temporada 1979. Disputó el Campeonato Nacional 1980 y el Nacional 1981, donde quedó a 2 puntos de clasificar a la fase final de torneo. En 1983 se consagró campeón de la Liga Tucumana y clasificó al campeonato nacional 1984. En el torneo terminó segundo en su grupo y avanzó a la fase final del certamen.En 1986 se coronó campeón tucumano y logró la clasificación al flamante Nacional B.
Pedraza disputó 153 partidos con la camiseta de Atlético Tucumán.

## Clubes
| Club             | País      |
| ---------------- | --------- |
| Atlético Tucumán | Argentina |

## Palmarés
| Título        | Equipo           | País      | Año  |
| ------------- | ---------------- | --------- | ---- |
| Liga Tucumana | Atlético Tucumán | Argentina | 1983 |
| Liga Tucumana | Atlético Tucumán | Argentina | 1986 |